# حقوق (دستمزد)
حقوق (به انگلیسی: Salary) در مدیریت منابع انسانی به جبران خدمتی و پرداخت‌هایی گفته می‌شود که به گونهٔ پرداخت مالی و دوره‌ای (در ایران معمولاً ماهانه) و در ازای کار کارمندان به آنها پرداخت می‌شود.